# 克明鄉
47°44′N 22°29′E / 47.733°N 22.483°E
克明鄉（羅馬尼亞語：Comuna Cămin, Satu Mare），是羅馬尼亞的鄉份，位於該國西北部，由薩圖馬雷縣負責管轄，面積48平方公里，海拔高度119米，2007年人口1,342，人口密度每平方公里28人。